# Marian Dobrosielski
Marian Dobrosielski (ur. 25 marca 1923 w Czerniowcach, zm. 1 lutego 2022) – polski profesor filozofii, dyplomata i działacz komunistyczny, tłumacz.

## Życiorys
Urodzony w Czerniowcach, w rodzinie inteligenckiej. Podczas II wojny światowej służył jako ochotnik w 2 Dywizji Strzelców Pieszych. Po zakończeniu kampanii francuskiej 1940 roku został internowany w Szwajcarii. Tam ukończył studia na Wydziale Filozofii Uniwersytetu w Zurychu (doktorat 1948).
Pracownik Poselstwa Polski Ludowej w Bernie (1948–1950). Radca Ambasady PRL w Stanach Zjednoczonych (1958–1964). Kierownik Biura Studiów Ministerstwa Spraw Zagranicznych (1964–1969). Ambasador PRL w Wielkiej Brytanii (1969–1972). Dyrektor Polskiego Instytutu Spraw Międzynarodowych (1972–1980). Podsekretarz Stanu w Ministerstwie Spraw Zagranicznych (1978–1982). Członek delegacji polskiej na sesje Zgromadzenia Ogólnego ONZ: 1952, 1953, 1958, 1966, 1972, 1976. Przewodniczący delegacji polskiej na Konferencji Bezpieczeństwa i Współpracy w Europie: Genewa (1973–1975), Belgrad (1977–1978), Madryt (1980–1981).
Od 1953 pracownik naukowo-dydaktyczny Wydziału Nauk Społecznych Uniwersytetu Warszawskiego: doktor habilitowany (1966), profesor (1974). Prodziekan (1966–1969), przewodniczący Rady Naukowej Instytutu Filozofii, kierownik Zakładu Filozofii (1968–1969), dyrektor Instytutu Filozofii (1971–1973). Był nauczycielem akademickim Prywatnej Wyższej Szkoły Nauk Społecznych, Komputerowych i Medycznych w Warszawie.
Przewodniczący komitetu redakcyjnego „Studiów Filozoficznych” (1968–1969), członek rady „Dialectics and Humanism” (od 1972), członek rady i komitetu redakcyjnego „Historii Dyplomacji Polskiej”, członek komitetu redakcyjnego Biblioteki Klasyków Filozofii, członek Polskiego Towarzystwa Filozoficznego (sekretarz 1955–1957, 1965–1969). Członek Polskiego Komitetu Pugwash (od 1965, wiceprzewodniczący 1975–1982). Przewodniczący Polskiego Komitetu Bezpieczeństwa i Współpracy w Europie (1973–1979). Członek prezydium Światowej Rady Pokoju (1976–1979). Członek prezydium zarządu i Rady Naukowej Instytutu Pokoju w Wiedniu (od 1975).
Należał do Polskiej Partii Socjalistycznej (sekcja w Szwajcarii 1944–1948), następnie do Polskiej Zjednoczonej Partii Robotniczej (od 1948). Od 1955 do 1956 był I sekretarzem OOP na Wydziale Filozofii UW, a w latach 1956–1957 i 1968–1969 pełnił funkcję I sekretarza komitetu uczelnianego PZPR na UW. Od 1958 do 1959 wchodził w skład egzekutywy POP PZPR w Ambasadzie PRL w Waszyngtonie. Był również delegatem na V zjazd tej partii.
Odznaczony Krzyżem Kawalerskim Orderu Odrodzenia Polski, Orderem Sztandaru Pracy I i II klasy, Medalem Zwycięstwa i Wolności.
Władał językiem angielskim, francuskim, niemieckim, rosyjskim i rumuńskim.
Uczestnicy wydarzeń marcowych wspominają jego niechlubną postawę podczas wieców. Jego nazwisko znalazło się na tzw. Liście Kisiela. W 2005 krytykował "rusofobiczne nastawienie niektórych nowo przyjętych do UE państw, w szczególności Polski".

## Autor książek
- Podstawowa zasada teorio-poznawcza neopozytywizmu, 1947
- Filozoficzny pragmatyzm C.S. Peirce'a, 1967
- Z problemów współczesności, 1970
- Z teorii i praktyki pokojowego współistnienia, 1976
- Belgrad 1977, 1978
- Szanse i dylematy, 1980